# Лельково (гміна)
Гмі́на Лелько́во (пол. Gmina Lelkowo) — сільська гміна у північній Польщі. Належить до Браневського повіту Вармінсько-Мазурського воєводства.
Станом на 31 грудня 2011 у гміні проживало 3083 особи.

## Територія
Згідно з даними за 2007 рік площа гміни становила 197.96 км², у тому числі:
- орні землі: 67.00%
- ліси: 24.00%

Таким чином, площа гміни становить 16.43% площі повіту.

## Населення
Станом на 31 грудня 2011:
| Опис     | Загалом | Загалом | Чоловіки | Чоловіки | Жінки | Жінки |
| -------- | ------- | ------- | -------- | -------- | ----- | ----- |
| одиниця  | осіб    | %       | осіб     | %        | осіб  | %     |
| все      | 3083    | 100     | 1511     | 49.01    | 1572  | 50.99 |
| міське   | 0       | 100     | 0        |          | 0     |       |
| сільське | 3083    | 100     | 1511     | 49.01    | 1572  | 50.99 |

## Сусідні гміни
Гміна Лельково межує з такими гмінами: Бранево, Ґурово-Ілавецьке, Пененжно.